# Сен-Сіпріян (Лот)
Сен-Сіпрія́н (фр. Saint-Cyprien) — колишній муніципалітет у Франції, у регіоні Окситанія, департамент Лот. Населення — 301 осіб (2011).
Муніципалітет був розташований на відстані близько 520 км на південь від Парижа, 80 км на північ від Тулузи, 21 км на південний захід від Каора.

## Історія
До 2015 року муніципалітет перебував у складі регіону Південь-Піренеї. Від 1 січня 2016 року належав до нового об'єднаного регіону Окситанія.
1 січня 2018 року Сен-Сіпріян, Ласкабан i Сен-Лоран-Лольмі було об'єднано в новий муніципалітет Ланду-ан-Керсі.

## Демографія
Динаміка населення (INSEE ):
Розподіл населення за віком та статтю (2006):
| Стать | Всього | До 15 років | 15-24 | 25-44 | 45-64 | 65-85 | Понад 85 |
| --- | ------ | ----------- | ----- | ----- | ----- | ----- | -------- |
| Чоловіки | 140    | 16          | 20    | 24    | 40    | 32    | 8        |
| Жінки | 168    | 20          | 24    | 28    | 36    | 52    | 8        |
| \| Статево-вікова піраміда \| Статево-вікова піраміда \| Статево-вікова піраміда \| \| ----------------------- \| ----------------------- \| ----------------------- \| \| Чоловіки \| Вік \| Жінки \| \| 8 \| 85 + \| 8 \| \| 12 \| 80-84 \| 4 \| \| 4 \| 75-79 \| 16 \| \| 12 \| 70-74 \| 16 \| \| 4 \| 65-69 \| 16 \| \| 8 \| 60-64 \| 16 \| \| 8 \| 55-59 \| 4 \| \| 12 \| 50-54 \| 8 \| \| 12 \| 45-49 \| 8 \| \| 12 \| 40-44 \| 16 \| \| 4 \| 35-39 \| 8 \| \| 4 \| 30-34 \| 0 \| \| 4 \| 25-29 \| 4 \| \| 12 \| 20-24 \| 8 \| \| 8 \| 15-20 \| 16 \| \| 0 \| 10-14 \| 4 \| \| 12 \| 5-9 \| 12 \| \| 4 \| 0-4 \| 4 \| |        |             |       |       |       |       |          |
| Статево-вікова піраміда |        |             |       |       |       |       |          |
| Чоловіки | Вік    | Жінки       |       |       |       |       |          |
| 8 | 85 +   | 8           |       |       |       |       |          |
| 12 | 80-84  | 4           |       |       |       |       |          |
| 4 | 75-79  | 16          |       |       |       |       |          |
| 12 | 70-74  | 16          |       |       |       |       |          |
| 4 | 65-69  | 16          |       |       |       |       |          |
| 8 | 60-64  | 16          |       |       |       |       |          |
| 8 | 55-59  | 4           |       |       |       |       |          |
| 12 | 50-54  | 8           |       |       |       |       |          |
| 12 | 45-49  | 8           |       |       |       |       |          |
| 12 | 40-44  | 16          |       |       |       |       |          |
| 4 | 35-39  | 8           |       |       |       |       |          |
| 4 | 30-34  | 0           |       |       |       |       |          |
| 4 | 25-29  | 4           |       |       |       |       |          |
| 12 | 20-24  | 8           |       |       |       |       |          |
| 8 | 15-20  | 16          |       |       |       |       |          |
| 0 | 10-14  | 4           |       |       |       |       |          |
| 12 | 5-9    | 12          |       |       |       |       |          |
| 4 | 0-4    | 4           |       |       |       |       |          |

## Економіка
2010 року серед 183 осіб працездатного віку (15—64 років) 135 були активними, 48 — неактивними (показник активності 73,8%, у 1999 році було 67,8%). З 135 активних мешканців працювало 119 осіб (60 чоловіків та 59 жінок), безробітними було 16 (8 чоловіків та 8 жінок). Серед 48 неактивних 17 осіб було учнями чи студентами, 20 — пенсіонерами, 11 були неактивними з інших причин.

У 2010 році в муніципалітеті числилось 121 оподатковане домогосподарство, у яких проживали 307,0 особи, медіана доходів виносила 15 021 євро на одного особоспоживача